# 저넷 맥도널드
지네트 맥도널드(Jeanette MacDonald, 본명은 지네트 애너 맥도널드(Jeanette Anna MacDonald), 1903년 6월 18일 ~ 1965년 1월 14일)는 미국의 배우, 가수, 소프라노 성악가, 작사가이다.

## 생애

### 주요 경력
- 1919년 연극배우 데뷔.
- 1922년 소프라노 성악가 첫 데뷔.
- 1923년 뮤지컬 배우 데뷔.
- 1929년 미국 영화 《The Love Parade》의 주연으로 영화배우 데뷔.
- 1930년 대중가수 데뷔.

## 유명세
그녀는 대한민국에서는 《Beyond the Blue Horizon》이라는 노래의 원곡 가수로 잘 알려져 있다. 이 노래는 미국의 싱어송라이터 루 크리스티가 리메이크한 것도 유명하다.

## 참여 작품
- 러브 퍼레이드 (영화)
- 당신과 함께한 한 시간
- 《오늘 밤은 사랑해 주세요》
- 노티 메리에타
- 샌프란시스코 (영화)